# Clémence Poésy
Clémence Poésy (egentligen Clémence Guichard), född 30 november 1982 i L'Haÿ-les-Roses i Frankrike, är en fransk skådespelerska och modell.
Poésy tog sitt efternamn (artistnamn) efter sin mors flicknamn. Hon skickades till en alternativskola i Meudon som elvaåring på sina föräldrars inrådan, där hon inte kom överens med andra, och for därefter till Kanada som utbyteselev. Där trivdes hon utmärkt och fick ett allt större självförtroende. Därpå kände hon sig mogen att satsa på skådespelarkarriären.
Clémence Poésy är mest känd för sina roller som Fleur Delacour i Harry Potter och den flammande bägaren (2005) och Harry Potter och dödsrelikerna och som den franska polisen Elise Wasserman i TV-serien The Tunnel (2013), den fransk-engelska versionen av den dansk-svenska TV-serien Bron.

## Filmografi (i urval)
- 2004 – Gunpowder, Treason & Plot (TV-serie)
- 2005 – Harry Potter och den flammande bägaren
- 2008 – In Bruges
- 2008 – Krig och fred (TV-serie)
- 2010 – Gossip Girl (TV-serie)
- 2010 – 127 timmar
- 2010–2011 – Harry Potter och dödsrelikerna 1 och 2 [3]
- 2012 – Birdsong (TV-serie)
- 2012 – The Hollow Crown (TV-serie)
- 2013 – Mr. Morgans sista kärlek
- 2013 – The Tunnel (TV-serie)
- 2014 – GHB: To Be or Not to Be
- 2020 – Tenet
- 2020 – Resistance